# Секретные сотрудники Департамента полиции

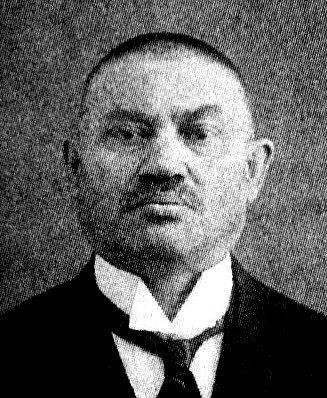
Фото Е. Ф. Азефа из секретного архива Департамента полиции

Секре́тные сотру́дники Департа́мента поли́ции (аге́нты охра́нки, «провока́торы») — тайные осведомители полиции в Российской империи, лица, доставлявшие Департаменту полиции агентурную информацию о противозаконной деятельности революционных и иных противоправительственных организаций, преступных сообществ и отдельных лиц.

## Работа секретных сотрудников
Деятельность политической полиции в Российской империи основывалась на использовании агентурной информации, собранной посредством наружного наблюдения и «внутреннего освещения». Агенты наружного наблюдения назывались филёрами и числились в штате охранных отделений и иных розыскных учреждений. Для «внутреннего освещения» использовалась «внутренняя агентура», представители которой назывались «секретными агентами» или «секретными сотрудниками». Эти лица не состояли в штате розыскных учреждений, а их сотрудничество с полицией носило тайный характер. В большинстве случаев секретные сотрудники вербовались из числа участников революционных организаций и, оставаясь внутри них, сообщали полиции сведения об их деятельности. В отдельных случаях секретные сотрудники внедрялись в революционные организации извне или вступали в доверительные отношения с их участниками, от которых получали необходимую информацию. Каждый секретный сотрудник получал плату за свою работу и доставляемые сведения, причём размер оплаты зависел от качества информации, которую он поставлял. Самым высокооплачиваемым секретным сотрудником в Российской империи был Евно Азеф, который на пике своей карьеры получал 1000 рублей в месяц, то есть 12000 рублей в год. Все секретные сотрудники состояли на учёте в Департаменте полиции, на каждого из них заводилось особое дело, содержавшее сведения о его личности, профессии, членстве в революционных организациях, партийных кличках и т. п. Картотека со сведениями о секретных сотрудниках хранилась в Особом отделе Департамента полиции. После Февральской революции архивы Департамента полиции были вскрыты и имена секретных сотрудников обнародованы. По подсчётам историков, в период с 1880 по 1917 год в архивах Департамента полиции числилось около 10 тысяч секретных сотрудников.

## Мотивы секретного сотрудничества
Мотивы секретного сотрудничества с Департаментом полиции были разные. В большинстве случаев люди шли на сотрудничество из корысти или из страха перед наказанием. Некоторые поступали в сотрудники из чувства мести к партийным вожакам. В то же время среди секретных сотрудников были и люди идейные, искренне верившие, что своей службой приносят пользу государству. Примером такого идейного сотрудника является Зинаида Жученко, разоблачённая «охотником за провокаторами» В. Л. Бурцевым. Жученко была убеждённой монархисткой, видевшей в революционерах врагов государства и добровольно поступившей на секретную службу. В 1895 году она раскрыла полиции террористический кружок И. Распутина, готовивший покушение на императора Николая II. После своей встречи с Жученко Бурцев признал её честным противником и на прощанье пожал ей руку. Большим мастером приобретения идейных сотрудников был начальник Московского охранного отделения Сергей Зубатов. В молодости Зубатов сам состоял на секретной службе, куда поступил из личной вражды к революционерам. Сделавшись чиновником охранного отделения, он по-новому поставил дело вербовки секретных агентов. Зубатов не смотрел на вербовку как на простую куплю-продажу. Во время бесед с арестованными он старался переломить их идейно, убедить, что цели революционеров ложны и они принесут больше пользы государству, если согласятся сотрудничать с властями. Благодаря такому подходу Зубатов приобрёл множество сотрудников, работавших не за страх, а за совесть, а Московское охранное отделение стало ведущим розыскным учреждением страны. Бывали и противоположные случаи, когда люди поступали на секретную службу с целью обмануть полицию и использовать своё положение в революционных целях. К числу таких неискренних сотрудников В. Л. Бурцев относил максималиста С. Я. Рысса, эсера А. А. Петрова и анархиста Д. Г. Богрова.

## Секретные сотрудники и провокаторы
В советской историографии секретные сотрудники Департамента полиции именовались «провокаторами». Термин «провокаторы» был пущен в оборот революционерами и впоследствии перешёл в советскую традицию. Первоначально «агентами-провокаторами» назывались лица, устраивавшие провокации, то есть подстрекавшие революционеров к преступным действиям. Полицейский агент, внедрённый в организацию, предлагал товарищам устроить подпольную типографию или бомбовую мастерскую, а затем доносил на всех её участников в полицию. Отдельные случаи такого рода дали повод распространить понятие «провокатора» на всех без исключения полицейских агентов, включая простых осведомителей. По мнению П. А. Столыпина, приём этот был умышленный и имел целью бросить тень на всё царское правительство, обвинив его в борьбе с революцией преступными методами. В действительности провокации со стороны секретных сотрудников были строго запрещены законом и рассматривались как преступление. В инструкциях Департамента полиции начальникам розыскных учреждений указывалось, что секретные сотрудники не должны участвовать в противозаконной деятельности революционеров и тем более подстрекать к ней других лиц. После Февральской революции, в 1917 году, Временным правительством была создана Чрезвычайная следственная комиссия для расследования преступлений царского режима. Одним из вопросов, рассматривавшихся комиссией, был вопрос о полицейских провокациях. По этому поводу были допрошены десятки свидетелей, в том числе многие бывшие руководители царской полиции. На допросах свидетели уверенно отвечали, что провокации были запрещены законом, а сам факт использования секретной агентуры не содержит в себе ничего преступного, так как используется всеми без исключения государствами мира. В итоге ни одного факта полицейской провокации комиссии доказать не удалось.

## Финансирование провокатаров
Каждый секретный сотрудник получал плату за свою работу и доставляемые сведения, причём размер оплаты зависел от качества информации, которую он поставлял.
По свидетельству рабочего Н. П. Петрова, 20 декабря 1904 г. Г. А. Гапон получил от правительства 6000 рублей, которые были выданы ему вперёд в виде годового оклада. C 1903 по 1904 г. месячный оклад Гапона вырос со 100 до 500 руб..
Еще более высокие оклады получали секретные сотрудники, близкие к руководящим органам политических партий или же входящие в их руководство. 
Жалование знаменитого большевика-депутата-агента Р. В. Малиновского составляло 500-700 рублей в месяц или 6000-8400 рублей в год. 
Самым высокооплачиваемым секретным сотрудником в Российской империи был Евно Азеф, который на пике своей карьеры получал 1000 рублей в месяц, то есть 12000 рублей в год.
В 1899 г. жалованье Е.Ф. Азефа составляло 100 руб. в месяц плюс премия 200 руб., в 1900 г. с переездом в Москву жалованье было увеличено до 150 руб., в 1901 г. в связи поездкой за границу, где он принял участие в учреждении партии эсеров, — до 500 руб. В это время оклад директора Департамента полиции без квартирных составлял примерно 600 руб. в месяц.
В мае 1903 г., когда Е.Ф. Азеф возглавил Боевую организацию партии эсеров, годовое жалованье в размере 6000 руб. было выплачено ему вперед.

## Разоблачение секретных сотрудников
Борьба с секретными сотрудниками полиции была одной из насущных задач революционеров. Первоначально эта борьба носила кустарный характер, так как революционеры не знали ни тактики, ни методов работы секретной полиции. В начале 1900-х годов разоблачением секретных агентов занялся известный революционер, бывший народоволец Владимир Бурцев. Бурцев пришёл к выводу, что борьба с Департаментом полиции требует знания методов его работы. Чтобы изучить эти методы, он стал собирать материалы по истории революционного движения, которые публиковал в издаваемом им журнале «Былое». Под предлогом изучения истории революции Бурцев завязал сношения с рядом бывших сотрудников Департамента полиции, от которых получал необходимые ему сведения. Постепенно Бурцеву удалось выявить ряд лиц, сотрудничавших с царской полицией. Самым громким делом Бурцева было разоблачение им в 1909 году Евно Азефа — секретного сотрудника Департамента полиции, стоявшего во главе Боевой организации эсеров. Деятельность Бурцева стала началом серии разоблачений. В 1911 году в Европу выехал бывший чиновник Особого отдела Департамента полиции Леонид Меньщиков. Уволенный со службы, Меньщиков вывез с собой за границу копии многочисленных документов со сведениями о секретных сотрудниках Департамента. Здесь он стал публиковать списки секретных сотрудников и передавать их представителям революционных организаций. Всего Меньщиковым было обнародовано несколько сот имён секретных сотрудников, что нанесло Департаменту полиции серьёзный удар. Последний этап разоблачения начался после Февральской революции. В 1917 году Временным правительством было создано несколько комиссий по расследованию деятельности царской полиции. В их число входили «Комиссия по разбору дел бывшего Департамента полиции», «Комиссия по обеспечению нового строя», «Комиссия по разбору архивов бывшей заграничной агентуры» и др. Этими комиссиями были исследованы все сохранившиеся архивы царской полиции и созданы подробные картотеки секретных сотрудников.